# ロルフ・ダンネベルク
ロルフ・ダンネベルク (Rolf Danneberg、1953年3月1日 - )は、旧西ドイツの陸上競技選手。1984年ロサンゼルスオリンピック男子円盤投で金メダル。1988年ソウルオリンピックでは銅メダルを獲得した選手である。

## 主な実績
| 年   | 大会               | 場所                           | 種目   | 結果 | 記録   |
| ---- | ------------------ | ------------------------------ | ------ | ---- | ------ |
| 1984 | オリンピック       | ロサンゼルス（アメリカ合衆国） | 円盤投 | 金   | 66.60m |
| 1988 | オリンピック       | ソウル（韓国）                 | 円盤投 | 銅   | 67.38m |
| 1989 | IAAFワールドカップ | バルセロナ（スペイン）         | 円盤投 | 3位  | 65.30m |

## 自己ベスト
- 円盤投 - 67.60m (1987年)